# Revalvering
Revalvering är uppskrivning av värdet på valutan när man har fast växelkurs. Revalveringar är i allmänhet ganska ovanliga - det är snarare att ett land devalverar valutan, d. v. s. skriver ned värdet.
Revalvering kräver att landets centralbank är beredd att tillhandahålla utländska valutor till den nya kursen. Den medför också att landets exportvaror blir dyrare utomlands, medan importen däremot blir billigare. 
Svenska kronan har endast revalverats en gång genom historien, strax efter andra världskriget. Ett annat känt exempel på revalvering är det Charles de Gaulle lät genomföra med den franska francen 1958, då man bestämde sig för att stryka sex nollor. 
Under 1990-talet och 2000-talet har länder som Polen, Ryssland, Rumänien och Turkiet revalverat sina respektive nationella valutor. Syftet har då ofta varit att låta valutan "börja om på noll", istället för att låta inflationen skena iväg som den ett tag gjorde i dessa länder. I december 2009 har också Nordkorea revalverat sin valuta för att kunna minska den privata marknadens betydelse i landet . 